# 軽徒橋

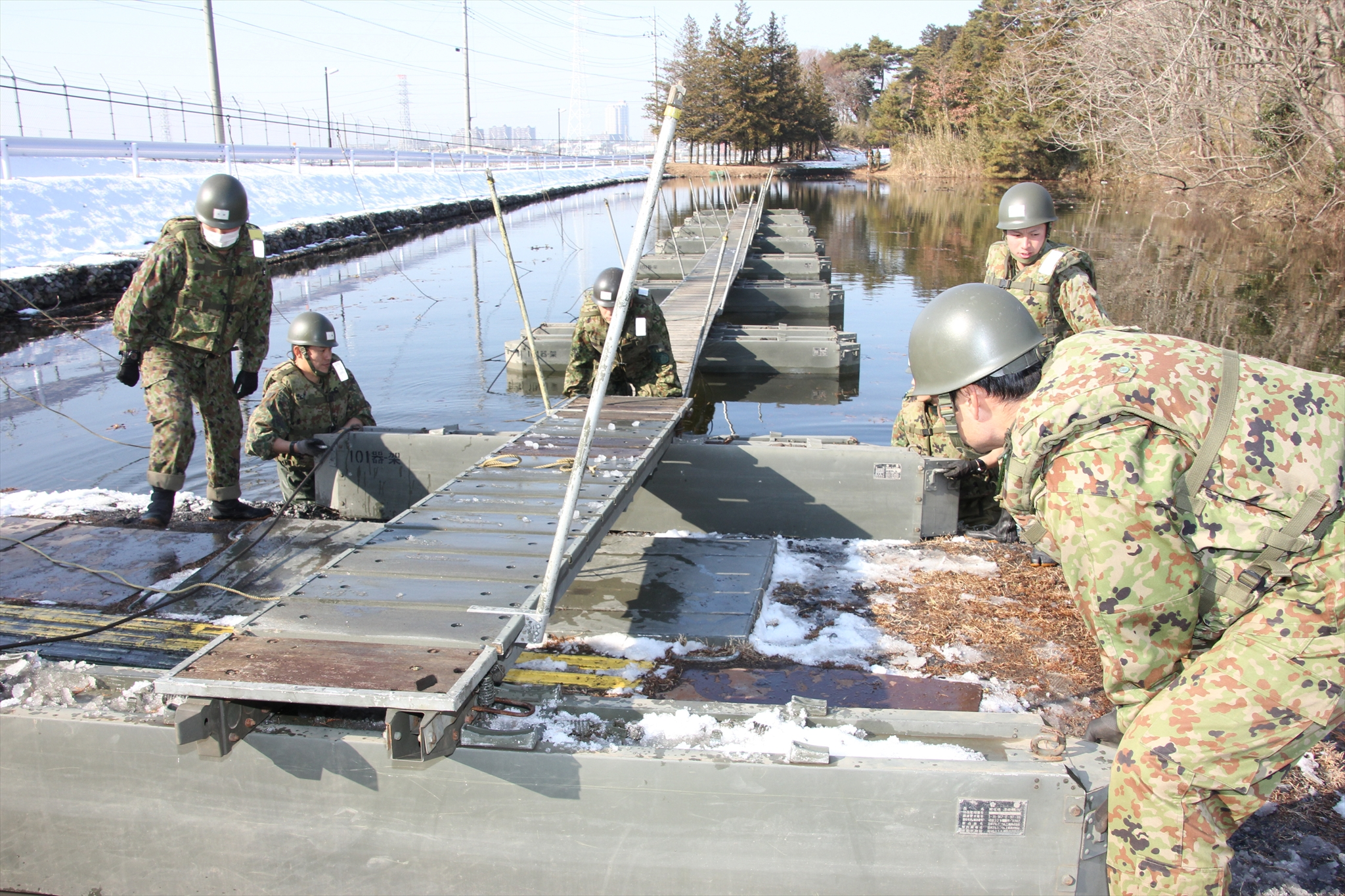
軽徒橋（初級陸曹特技課程教育・第1施設団）

軽徒橋（けいときょう）は、陸上自衛隊の装備。架橋器材であり、主に施設科に配備される。

## 諸元
- 橋長：131.6m/1セット
- 耐久流速：2.5m/秒

## 特徴
河川の底に柱を固定するのではなく、フロートによって導板を架設させる方式をとる。長さ300cm、幅28cmの浮体を用い、浮体間を導板で連結している。導板は幅50cmほどであり、人員の渡河を主目的としているが、オートバイの通行も可能である。なお、1セットは36橋節から成り立っており、1橋節は3.6mである。

## 製作
- 日本アルミ